# فرودگاه فرغانه
فرودگاه فرغانه (به انگلیسی: Fergana Airport) یک فرودگاه همگانی با کد یاتا FEG است که یک باند فرود آسفالت دارد و طول باند آن ۲۸۶۰ متر است. این فرودگاه در کشور ازبکستان قرار دارد و در ارتفاع ۶۰۴ متری از سطح دریا واقع شده است.